# Cercibis oxycerca
L'ibis codaguzza (Cercibis oxycerca (Spix, 1825) è un uccello della famiglia dei Treschiornitidi,  unica specie del genere monotipico Cercibis.

## Distribuzione e habitat
Si trova in  Colombia, Guyana, Suriname, Venezuela e Brasile, dove il suo habitat naturale sono i pascoli subtropicali o tropicali stagionalmente umidi o allagati.